# Cladomyza cucullata
Cladomyza cucullata là một loài thực vật có hoa trong họ Santalaceae. Loài này được Danser mô tả khoa học đầu tiên năm 1955.